# Линда, Остап Степанович
Остап Степанович Линда (укр. Остап Линда; 17 марта 1913 — 24 ноября 1944) — деятель украинского националистического движения, майор УПА, 1-й командир военного округа УПА ВО-2 «Буг» (12.1943 — 06.1944).

## Биография
Родился в селе Наконечное Первое Львовской области 17 марта 1913. В семье было ещё двое детей — Иван (1908 г. р.) и Степан (1916 г. р.). Отец — Степан Линда, служил в Галицкой армии и участник польско-украинской войны, был тяжело ранен в бою с поляками, попал в плен и умер в тюрьме в Перемышле 31 декабря 1919. Похоронен на военном кладбище в этом городе.
C 1925 был членом скаутской организации Пласт. После её запрета стал симпатизировать Украинской войсковой организации, а затем стал и членом её преемницы — Организации Украинских Националистов. Членами ОУН были и двое его братьев.
В 30-х годах, неоднократно арестовывался польской полицией за националистическую деятельность. В январе 1939 его осудили к 5 годам лишения свободы за распространение листовок. Содержался в тюрьме в Белостоке, откуда бежал после раздела Польши.
В 1941 году командир роты в батальоне «Нахтигаль». Отличился во фронтовых боях под Винницей в середине июля. С декабря 1941 по декабрь 1942 в рядах 201 батальона «Шуцманшафт».
8 января 1943 году вследствие отказа продолжать контрактную службу вместе со всем бойцами 201 батальона был заключен в тюрьму во Львове. Через неделю всех задержанных на короткое время освободили и большинство из них, не дожидаясь повторного ареста, перешли в подполье. Сделал это и Остап Линда. После освобождения он — военный референт ОУН Львовской области, областной командир УНС. Был преподавателем офицерских курсов УПА на Холмщине.
Командир военного округа УПА ВО-2 «Буг» (декабрь 1943 — июнь 1944), из-за противоречий с Романом Шухевичем был снят с этой должности. Далее, командир куреня «Летуны».
Погиб в перестрелке с подразделениями НКВД 24 ноября 1944 возле села Красное (теперь Рожнятовский район, Ивано-Франковская область).
Похоронен на кладбище в Красном. На могиле была посажена липа, которую впоследствии срезали и остался только пень. 17 апреля 1994 был торжественно перезахоронен.
Мать Остапа Линды Розалия — летом 1945 уехала в родные Лысовичи, где умерла в 1958 году. С ней жила и жена Линды, Мария, вместе с их маленькой дочкой. Впоследствии их вывезли в Сибирь, где они и жили. Брат Степан Линда был арестован и отбыл заключение в лагерях Урала и Мордовии.